# Honoratianus (Konsul)

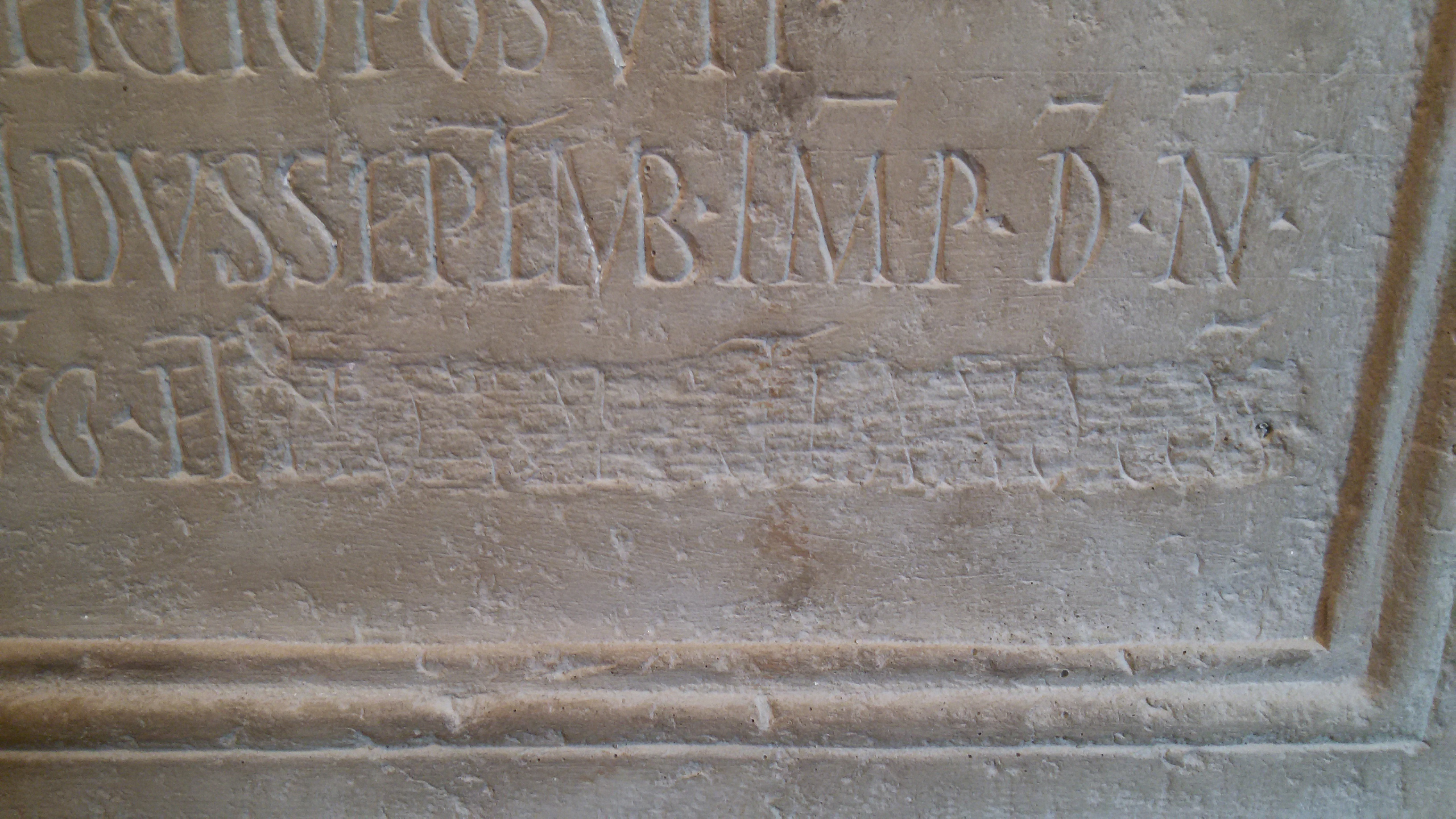
Augsburger Siegesaltar (Abguss), eradierte Stelle in der letzten Zeile mit erkennbarem Namensrest des Honoratianus und der Amtsbezeichnung cos für Konsul

Honoratianus war ein Konsul des Gallischen Sonderreiches unter dem Usurpator Postumus. Sein Name ist lediglich auf dem Augsburger Siegesaltar überliefert. Dieser Teil der Inschrift wurde später getilgt (Damnatio memoriae), ist jedoch noch entziffert worden. Weitere Daten zu seinem Leben und seiner Karriere sind nicht bekannt.
Auf dem Augsburger Siegesaltar wird Honoratianus als Mitkonsul von Postumus genannt. Da für Postumus an dieser Stelle keine Konsulatszählung angegeben wird, ist davon ausgegangen worden, dass es sich um das erste Konsulat des Postumus gehandelt hat. Das Denkmal wird demzufolge von Lothar Bakker in das Jahr 260 n. Chr. datiert. Ingemar König hat darauf hingewiesen, dass es auch gesicherte spätere Denkmäler des Postumus ohne Konsulatszählung gibt. Unter dieser Prämisse wäre eine Datierung des Altars und damit auch des Konsulats des Honoratianus ins Jahr 260 nicht völlig gesichert.